# Henri Rheinwald
Henri Rheinwald (* 24. Juli 1884 in Le Locle; † 24. April 1968 in Genf) war ein Schweizer Radrennfahrer.

## Sportliche Laufbahn
Henri Rheinwald, genannt der «Löwe von Genf», war einer der stärksten Schweizer Radrennfahrer vor und nach dem Ersten Weltkrieg. Er wurde neunmal Schweizer Meister auf der Strasse, im Querfeldein sowie im Sprint auf der Bahn. Am 16. Oktober 1908 stellte Rheinwald einen Schweizer Stundenrekord über 39,215 Kilometer auf. Dreimal (1907, 1912 und 1920) gewann er die Tour du Lac Léman und 1914 die Meisterschaft von Zürich bei ihrer ersten Austragung.
Rheinwald war Profi bis 1921; anschliessend war er als Trainer von Stehern tätig.